# Organisation de coordination et de coopération pour la lutte contre les grandes endémies en Afrique Centrale
Institutions
L'Organisation de Coordination pour la lutte contre les Endémies en Afrique Centrale (OCEAC) a été créée en 1963 à Yaoundé par la volonté des ministres de la santé du Cameroun, du Congo, du Gabon, de la République centrafricaine et du Tchad. Les buts initiaux de l'OCEAC sont résumés dans le nom de l'organisation.

## Historique
En 1963, s’inspirant de l’exemple de l’Organisation de coopération et de coordination pour la lutte contre les grandes endémies (OCCGE), cinq pays francophones d'Afrique Centrale (Cameroun, Congo, Gabon, République centrafricaine, Tchad) décident de créer un organisme de coopération dans le domaine de la santé, et plus spécifiquement des grandes endémies tropicales, lesquelles affectent la sous-région sans considération des frontières. Par ailleurs ces cinq pays héritent d'un système de santé post-colonial qui avait organisé cette lutte au niveau de la Fédération de l'Afrique-Équatoriale française (AEF) sans limite géographique interne. Le docteur René Labusquière a été par sa capacité de persuasion l’artisan de la création de l’OCEAC (qui à ses débuts se nommait OCCGEAC chaque mot du nom officiel participant au sigle), associant les états de l’ex-AEF. Il en a été le premier secrétaire général. Ses objectifs étaient les mêmes que ceux de l’OCCGE mais ses moyens étaient moins importants. Le Secrétariat général (à Yaoundé) qui contrôle les activités de l’ensemble comporte alors ; un centre de documentation et de formation, un service technique comportant des laboratoires de biologie et d’entomologie, et un service d’épidémiologie et de statistique. En 1981, un Centre inter-états d’enseignement de santé publique en Afrique Centrale (CIESPAC) localisé à Brazzaville est créé et directement rattaché au secrétariat général. Ces cinq pays seront rejoints plus tard par la Guinée équatoriale. 

## Missions
Le rôle de l'OCEAC étaient de coordonner la lutte contre la variole, tuberculose, la trypanosomiase, la lèpre, les tréponématoses, les bilharzioses, la rougeole, la méningite cérébro-spinale, le paludisme, l'onchocercose, les parasitoses intestinales, et de mette en œuvre les programmes de vaccinations et d'éducation pour la santé. Pour cela l'OCEAC est chargée d'établir et de coordonner tout programme d'action tendant au contrôle voire à l'éradication de telle ou telle de ces maladies ; mener des recherches pour mener à bien cette lutte ; susciter l'intérêt ou l'appui des grandes organisations nationales et internationales.
Les statuts révisés en 1983 reformulent les missions de l'organisation comme suit : constituer un pôle scientifique régional pour développer la santé publique dans les états membres ; participer à la formation du personnel de santé publique des états membres ; fournir une expertise en santé publique ; susciter l'intérêt ou l'appui des organisations non gouvernementales (ONG) et des organismes de coopération bilatérale ou multilatérale.
L’OCEAC est un organisme spécialisé de la Communauté économique et monétaire de l'Afrique centrale (CEMAC), chargé de la coordination des politiques et des actions de santé.

## Résultats
L'OCEAC contribue d'une manière substantielle à la disparition de la variole et à la réduction de la prévalence en Afrique Centrale de nombreuses maladies transmissibles (rougeole, tétanos néo-natal, etc.).
Depuis 1983, les problèmes de santé ont pris d’autres dimensions, des maladies ont été ou sont en train d’être éradiquées ; des nouvelles endémies sont apparues (infection à VIH en particulier), d’autres maladies réémergent, changeant ainsi le profil épidémiologique de la sous-région. Les méthodes d’approche des problèmes de santé publique ont évolué. Par ailleurs la croissance démographique, l’urbanisation mal maîtrisée et le marasme des systèmes de santé découlant des conditions socio-économiques imposent aux États de rechercher des réponses dans un cadre plus large.
La prise en considération de ce qui précède a conduit l’OCEAC à se restructurer et à recentrer ses missions et son action autour des thèmes mobilisateurs qui constituent les problèmes de santé les plus importants comme la priorisation de la lutte contre les maladies tropicales négligées.
Le CIESPAC forme les spécialistes de santé publique des états membres.

## Fonctionnement
Les organes de décision de l’OCEAC sont : la Conférence des Chefs d’État, le Conseil d’administration (composé des secrétaires généraux ou des directeurs généraux de la santé des pays membres ; du membre du comité Inter-État du pays assurant la présidence en exercice de la CEMAC ; du secrétaire exécutif de la CEMAC et des représentants des partenaires), du secrétariat général et des ministres de la santé qui siègent en commission ad hoc.
Le secrétariat général est composé d’un secrétaire général à la tête de l’institution, suivi d’un cabinet, d’un contrôleur financier, d’un agent comptable, des antennes, et de trois départements : administration, programmes et recherche, études planification et formation).

### Établissements subordonnés
L'Institut de recherche de Yaoundé (IRY) a pour mission d’assurer la recherche fondamentale, épidémiologique, en sciences sociales sur les maladies et leurs vecteurs, sur les systèmes de santé. 
L’Agence de développement sanitaire (ADS) a pour mission la veille sanitaire, l’expertise et la recherche épidémiologique. 
Le Centre inter-états d’enseignement de santé publique en Afrique Centrale (CIESPAC) est l'effecteur de l'OCEAC en matière de formation. Il est basé à Brazzaville au Congo. Il a été créé en 1981 mais a effectivement démarré ses activités en 1988 pour les suspendre en 1997 en raison des troubles survenus au Congo. Les activités ont progressivement repris depuis 2008, après la réhabilitation partielle de ses bâtiments.

## Hommage, reconnaissance
Constant Roger Ayenangoye, alors secrétaire général de l'OCEAC, a reçu en 2014 un prix des meilleures pratiques managériales décerné par l’ONG camerounaise de lutte contre la corruption.